# غريغ لويد جونيور
غريغ لويد جونيور (بالإنجليزية: Greg Lloyd, Jr.)‏ هو لاعب كرة قدم أمريكية أمريكي، ولد في 10 فبراير 1989 في فايتيفيل في الولايات المتحدة.

## وصلات خارجية
- غريغ لويد جونيور على موقع إي إس بي إن.كوم (أن.أف.أل)3
- غريغ لويد جونيور على موقع مرجع كرة القدم المحترفة.كوم (الإنجليزية)